# Clementine (Missouri)
Clementine önkormányzat nélküli település az USA Missouri államában. Az egykori U.S. Route 66 mentén helyezkedik el, most az Interstate 44 külső szakaszán. 21 km-re nyugatra található Rollától.
Clementine postahivatalát 1891-ben nyitották meg, 1926-ban zárták be. Clementine névadója ismeretlen.

## Fordítás
Ez a szócikk részben vagy egészben  a   Clementine, Missouri című angol Wikipédia-szócikk fordításán alapul.  Az eredeti cikk szerkesztőit annak laptörténete sorolja fel. Ez a jelzés csupán a megfogalmazás eredetét és a szerzői jogokat jelzi, nem szolgál a cikkben szereplő információk forrásmegjelöléseként.